# Uroš Slokar
Uroš Slokar (Lubiana, 14 maggio 1983) è un ex cestista e allenatore di pallacanestro sloveno.
Ala-pivot, è stato titolare della nazionale slovena. Sa parlare correntemente sloveno, serbo, inglese, tedesco e italiano.

## Carriera
Già nel giro della nazionale slovena under-18 sin dal 2000, nel 2002, con la maglia dello Slovan di Lubiana ha vinto il premio come migliore rookie dell'anno nel campionato sloveno.
Ha giocato nella Benetton Treviso, con cui ha vinto una Coppa Italia. Nel 2005 ha giocato nei Campionati europei e nello stesso anno è stato scelto dai Toronto Raptors al Draft NBA. È rimasto però a giocare in Italia, vincendo il titolo italiano.
Nel 2006 ha giocato il Mondiale in Giappone ed ha esordito in National Basketball Association, vincendo il titolo della NBA Atlantic Division.
Il 16 agosto 2007 ha firmato un contratto annuale con il Zenit S. Pietroburgo, ex Dynamo Moscow Region, che gioca nella Russian Superleague e nell'UlebCup. Ha poi giocato l'Europeo di Spagna 2007.
Il 2 agosto 2008 ha firmato un contratto biennale con la Fortitudo Bologna. Nel settembre 2009 ritorna in patria all'Union Olimpija.
Il 9 febbraio 2010 firma un contratto fino a fine anno con la Mens Sana Siena, chiamato a colmare il temporaneo vuoto lasciato dall'infortunato Kšyštof Lavrinovič.
Il 2 agosto 2011 firma un contratto biennale con la Pallacanestro Virtus Roma, con cui gioca fino a fine stagione per un totale di 31 partite.
Il 27 dicembre firma un contratto fino al termine della stagione con la Pallacanestro Cantù.
L'ultima squadra della sua carriera è la SAM Basket Massagno con cui, a fine carriera, resta in qualità di assistente tecnico.

## Palmarès
- Campionato italiano: 2

Pall. Treviso: 2005-06
Mens Sana Siena: 2009-10
- Coppa Italia: 2

Pall. Treviso: 2004
Mens Sana Siena: 2010